# محمد الخلايلة
محمد أحمد مسلّم الخلايلة (مواليد 1967 في الزرقاء) هو مفتي وفقيه ووزير أردني يشغل منصب وزير الأوقاف والشؤون والمقدسات الإسلامية منذ 7 تشرين الثاني 2019 في حكومات عمر الرزاز وبشر الخصاونة وجعفر حسان ، كما شغل منصب المفتي العام للمملكة الأردنية الهاشمية بين عامي 2017 و2019.، وهو خطيب في مساجد وزارة الأوقاف الأردنية لمدة خمسة عشر عاما، وخطيب ومدرس في مسجد الملك الحسين بن طلال.

## حياته الشخصية
أردني من مدينة الزرقاء ولد عام 1967م متزوج وله ستة من الأبناء.

## المؤهلات العلمية
- دكتوراه فقه وأصوله - أصول فقه عام 2009م، جامعة العلوم الإسلامية العالمية بتقدير ممتاز.
- ماجستير فقه وأصوله، عام 2001م، الجامعة الأردنية، بتقدير جيد جدا.
- بكالوريوس شريعة، تخصص فقه وأصوله، عام 1995م، جامعة اليرموك، بتقدير ممتاز.
- دبلوم شريعة كلية الأمير الحسن للعلوم الإسلامية تخصص إمامة ووعظ، الأول على مستوى المملكة.

## المناصب التي شغلها والخبرات العملية
- مفتي المملكة الأردنية الهاشمية اعتبارا من 23/1/2017.
- الأمين العام لدائرة الإفتاء العام اعتبارا من 2011م
- الأمين العام لدائرة الإفتاء العام بالوكالة اعتبارا من تاريخ 2010-2011
- مفتي محافظة العاصمة/ عمــان من 2008- 2011
- الناطق الرسمي والإعلامي باسم دائرة الإفتاء العام حتى تاريخ 2011
- نائب رئيس هيئة الرقابة الشرعية المركزية للصكوك الإسلامية في هيئة الأوراق المالية
- المشاركة بوضع مشروع قانون ضمان الودائع للمصارف الإسلامية
- المستشار الشرعي لبنك تنمية المدن والقرى
- مدير تحرير نشرة الإفتاء التي تصدرها دائرة الإفتاء العام.
- خدمة في القوات المسلحة الأردنية/ مديرية الإفتاء، لمدة واحد وعشرين عامًا.
- المشاركة في عدد كبير من برامج الفتاوى والبرامج الدينية في التلفزيون الأردني والإذاعة الأردنية وعدد من الفضائيات والإذاعات.
- المشاركة بعدد كبير من الندوات والحوارات المتعلقة بحوار الأديان والثقافات المختلفة.

## الخبرات التدريسية
- مدرس في كلية الأمير الحسن للعلوم الإسلامية لمواد الفقه وأصوله لمدة عامين.
- محاضر غير متفرغ في جامعة العلوم الإسلامية العالمية لمواد الفقه وأصوله.
- سكرتير التحرير في مجلة التذكرة التي تصدرها مديرية الإفتاء في القوات المسلحة الأردنية
- محاضر في المعهد الوطني للتدريب في مجال (الإدارة في الإسلام).
- عضو هيئة الرقابة الشرعية لشركة التأمين الإسلامية

## العضوية
- عضو اللجنة الوطنية للأمراض الوراثية.
- عضو جائزة الموظف المثالي لعام 2012
- عضو مجلس الإفتاء والبحوث والدراسات الإسلامية الأردني اعتبارًا من تاريخ 2011
- عضو مجلس الإفتاء الأردني اعتبارًا من 2008 - 2011

## الرسائل الجامعية
- مناقشة رسالة دكتوراه، علي هلال مشرف البقوم، دور الشركة ذات الغرض الخاص في الصكوك الإسلامية، «دراسة تطبيقية على المؤسسات المالية الإسلامية»، تخصص الفلسفة في تخصص المصارف الإسلامية، جامعة العلوم الإسلامية، عمان، الأردن.
- مناقشة رسالة دكتوراه، إبراهيم النسور، أدوات الضمان والحماية المستخدمة في المصارف الإسلامية، دراسة حالة البنك الإسلامي الأردني، تخصص الفلسفة في تخصص المصارف الإسلامية، جامعة العلوم الإسلامية، عمان، الأردن 30/11/2014م.
- مناقشة رسالة دكتوراه، حمزة جمال سليم إسماعيل، أثر التمويل بالصكوك الإسلامية على الأداء المالي في المصارف الإسلامية، دراسة فقهية قانونية تطبيقية، جامعة العلوم الإسلامية، عمان، الأردن.

## الدورات
- دورة الاقتصاد للشرعيين في مركز صالح كامل الاقتصاد الإسلامي - جامعة الأزهر الشريف، بالتعاون مع المعهد الإسلامي للبحوث والتدريب
- دورة العلوم الشرعية الأساسية في كلية الأمير الحسن للعلوم الإسلامية.
- دورة مهارات التواصل وأسس التعامل مع الصحافة/ رئاسة الوزراء
- دورة إعداد قيادات إدارية عليا في المعهد الوطني للتدريب
- الاتجاهات الحديثة في التواصل والإعلام التنموي - جامعة جونز هوبكنز بالتعاون مع الجامعة الأمريكية في بيروت

## الخبـرات العلمية
- رسالة ماجستير بعنوان «مراعاة الخلاف عند المالكية ــ دراسة أصولية تطبيقية» في الجامعة الأردنية.
- أطروحة دكتوراه بعنوان «دفع التعارض بين النصوص الشرعية بالجمع والتوفيق» في جامعة العلوم الإسلامية العالمية.
- المشاركة في موسوعة الكويت للعالم الإسلامي والأقليات المسلمة.
- مجموعة مقالات وأبحاث منشورة في جريدة الرأي الأردنية ومجلة التذكرة التي تصدرها مديرية الإفتاء في القوات المسلحة الأردنية، ونشرة الإفتاء التي تصدرها دائرة الإفتاء العام.

## المؤتمرات والندوات
- المشاركة في عدد من المؤتمرات والندوات، المتعلقة بالفقه الإسلامي والاقتصاد الإسلامي.
- المشاركة ببحث بعنوان: «دائرة الإفتاء كمؤسسة دينية» بحث مقدم لمؤتمر (الواقع الديني في الأردن)، المنتدى العالمي للوسطية، عمان 2010
- عضو اللجنة التحضيرية لمؤتمر التورق المصرفي المنعقد في جامعة عجلون الوطنية لعام 2012م.
- عضو اللجنة التحضيرية لمؤتمر (خطبة الجمعة ودورها في خدمة المجتمع المحلي) والمشاركة ببحث بعنوان «دور خطبة الجمعة في تعميق الولاء للدين والوطن وتعزيز الوحدة الوطنية».
- المشاركة في ندوات البركة للاقتصاد الإسلامي[9] الثالثة والثلاثين والرابعة والثلاثين والسادسة والثلاثين.
- المشاركة ببحث بعنوان «الفتوى وأثرها في الاقتصاد الإسلامي» في مؤتمر (الفتوى كنظام غير إلزامي) الذي تعقده كلية الشريعة والقانون بالتعاون مع مجمع البحوث الإسلامية، وأكاديمية الشريعة، وهيئة التعليم العالي بإسلام أباد، والمنتدى العالمي للوسطية، في إسلام أباد (3-4/12 /2012م).
- المشاركة في المجالس العلمية الهاشمية التي تعقدها وزارة الأوقاف، ببحث بعنوان «حركة تحرير المرأة ودلالاتها، والمرأة المسلمة أمام التحديات المعاصرة» (2013م).
- المشاركة ببحث بعنوان: «صناعة الفتوى واثرها في أمن المجتمعات»، ورشة عمل مقدمة للندوة الدولية (دور الوسطية في الاستقرار والتنمية في العالم العربي والإسلامي) إسطنبول 2013
- المشاركة ببحث محكَّم بعنوان «ضمان الودائع في المصارف الإسلامية.. مشروع قانون معدل لقانون مؤسسة ضمان الودائع الأردنية نموذجًا»، بحث مقدم للمؤتمر الدولي الأول للمالية والمصرفية الإسلامية، (2014)، الجامعة الأردنية.
- المشاركة ببحث بعنوان: «الإغاثة الإنسانية في الشريعة الإسلامية والقوانين الدولية»، بحث محكَّم لبرنامج المؤتمر الدولي لكلية الشريعة وكلية القانون، (الإغاثة الإنسانية بين الإسلام والقانون الدولي واقع وتطلعات) 2014
- المشاركة ببحث بعنوان «الضوابط الشرعية لعمليات إعادة التأمين في شركات التأمين الإسلامية مع التطبيقات العملية»، بحث مقدم لملتقى التأمين التعاوني الخامس، أبو ظبي - الإمارات العربية المتحدة.
- المشاركة ببحث بعنوان «أدب الاختلاف في الإسلام» بحث مقدم لمؤتمر (الاستقامة والاعتدال ودورهما في نهضة المجتمع المسلم)، 2014م، إسلام أباد - باكستان.
- المشاركة ببحث بعنوان «تأصيل الضوابط الشرعية والقانونية لعمل الشخصية الاعتبارية التي تعمل لحساب حملة الوثائق» بحث مقدم لمجمع الفقه الإسلامي في ندوته المنعقدة بجدة - المملكة العربية السعودية عام 2014
- المشاركة ببحث بعنوان «التعايش السلمي بين أتباع الديانات المختلفة»، بحث مقدم لمؤتمر (القيم الإسلامية في عالم متغير) الذي نظمته كلية الدراسات الإسلامية في جامعة الأمير سونكلا، فطاني، تايلاند، 2015